# لورين طومسون
لورين بروك فروتشي (بالإنجليزية: Lauren Brooke) (طومسون ، من مواليد 29 يوليو 1982) هي شخصية تلفزيونية أمريكية، وعارضة مطبوعات وممثلة للتعليق الصوتي، وتعمل في قناة غولف تشانيل، وغالبًا ما تعمل كمذيعة في برنامج «صباح اليوم» للقناة. لقد كانت مذيعة برامج مثل "Top Ten" و "Golf Now" (المعروفة سابقًا باسم "Destination Golf") و "College Sports Minute". وهي معروفة أيضًا بأنها عملت في اتحاد توتال نونستوب اكشن (TNA) كمقدمة خلف الكواليس، تقوم بعمل مقابلات مع المصارعين خلف الكواليس.

## الحياة المهنية

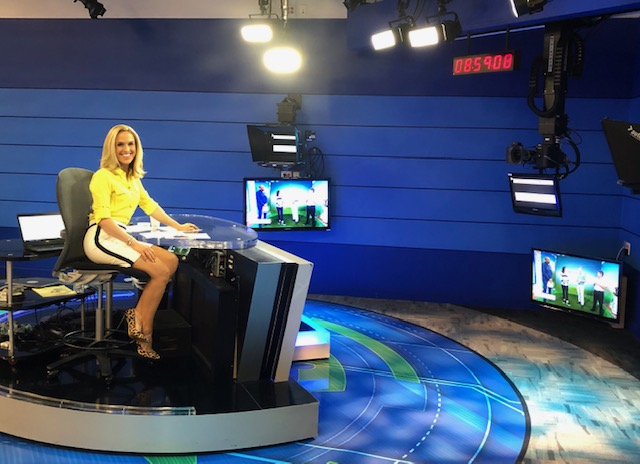
شخصية التلفزيون الأمريكية لورين طومسون في موقع التصوير أثناء تسجيل برنامج "Morning Drive"

طومسون قد عملت كموديل، مثلت العديد من الشركات كموديل متحدثين وأدت إلى زيادة الصوت. ظهرت في العديد من الإعلانات التليفزيونية والعديد من البرامج التلفزيونية ومقاطع الفيديو الموسيقية. لقد ظهرت في مؤتمرات في جميع أنحاء الولايات المتحدة وتقبل الحجوزات الوطنية من خلال موقعها على الإنترنت كمتحدثة باسم، ومودل مطبوعات وموهبة التعليق الصوتي. ظهرت في فيديو كليب ل جايسون الديان "أغنيته ل" هيت تاون "، وسيفنداست في أغنيته" برايس ". لقد كانت أيضًا في منافسات مؤتمر Southeastern على مواقع SEC.

### اتحاد توتال نونستوب اكشن (TNA) (منذ 2007 حتي 2009)
تم التعاقد مع تومسون من قِبل اتحاد (TNA) كمقابلة وراء الكواليس، إلى جانب جيرمي بورش، لبرنامج TNA التلفزيوني الأساسي امباكت! ، وعروض الشهرية الدفع لكل مشاهدة.
في النهاية، انخرطت شخصيتها في قصص عديدة خلال تفاعلاتها مع مصارعي TNA. كجزء من العرائس المتعجرفة الخاصة بفريق البيوتيفول بيبولز، حيث عانت كثيرا بالسخرية منها بطرق مختلفة أثناء المقابلات. بعد سلسلة من المقابلات، بدأ ابيس يصبح غير مستقر عقليا في التفكير فيها كصديقته، مما أدى إلى محاولة لورين مساعدته في عراكه مع مات مورغان. ثم تولت دورًا أكثر نشاطًا في الخلاف بين ابيس والدكتور ستيفي ريتشاردز ودافني، والذي شارك أيضًا لفترة قصيرة مع ريفين. شارك في البرنامج الأخير أيضًا مع تايلور وايلد، الذي تم تأسيسه كأفضل صديق لأخت نادي لورين (سناريو). أصبح لورين متورطة جسديًا في مباراة مصارعة لأول مرة في عرض فيكتوري رود 2009 خلال مهاجمتها لدافني.
في 17 ديسمبر 2009، تم الإبلاغ عن أن طومسون قد غادرت TNA للتركيز على وظيفتها في قناة الجولف. تم تفسير غيابها عن برمجة TNA على إذاعة "Knockout Eve 2010" للعام الجديد بأنها «سرحت» من قبل TNA ، بعد أن هاجمت لاسي فون إريك في حلقة الامباكت 17 ديسمبر 2009 .

## الحياة الشخصية
في 11 أكتوبر 2009، أعلنت طومسون عن تم خطبتها لريتشارد فروتشي، صديقها القديم وزميلها طالب UCF. تزوجا في 23 يناير 2010.
في 29 يوليو 2013، خلال الجزء الأخير من برنامج Morning Drive ، بينما كانت تحتفل بعيد ميلادها الـ 31 مع أعضاء فريق البرنامج الآخرين، أعلنت طومسون أنها حامل بطفلها الأول. ، الزوجين انجبا طفلين حيث ولدت طومسون طفلها الأول في يناير 2014، والثاني في يوليو 2017.

## روابط خارجية
- الموقع الرسمي
- السيرة الذاتية الرسمية
- LThompsonGCعلى تويتر.